# 张渝民
张渝民（1927年9月—2016年1月22日），男，四川重庆人，中华人民共和国政治人物，曾任中共福建省委常委、秘书长、政法委书记，福建省人大常委会副主任。